# (115) Тира
(115) Тира (дат. Thyra) — астероид из группы главного пояса, который принадлежит к светлому спектральному классу S. Он был открыт 6 августа 1871 года американским астрономом Дж. К. Уотсоном в Детройтской обсерватории, США и назван в честь Тиры, жены датского короля Горма Старого.

Орбита астероида Тира и его положение в Солнечной системе
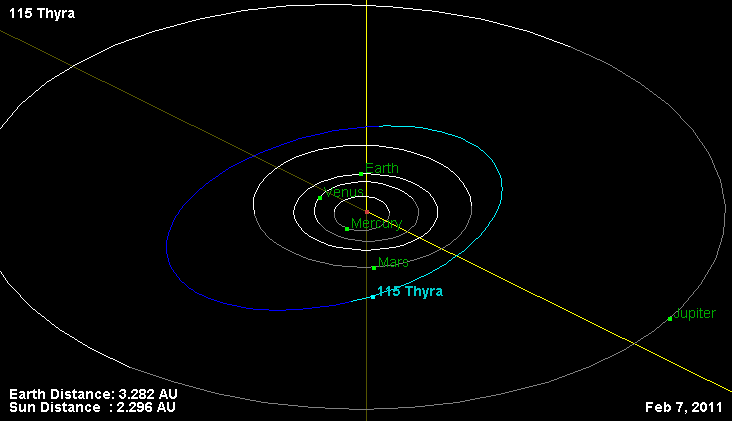
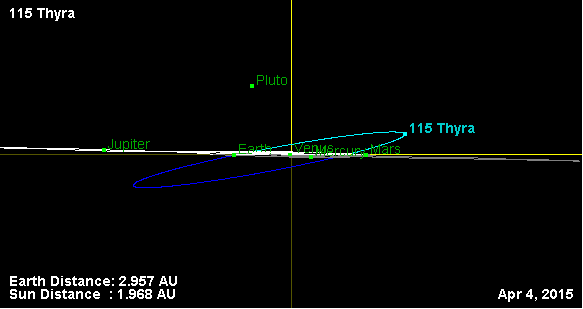